# 張憲 (永樂進士)
張憲，浙江余姚人。明朝政治人物。

## 生平
永乐二年（1404年）二甲第六十二名進士，后選為翰林院庶吉士，編撰永樂大典。。